# Billete de quinientos colones costarricenses
El billete de 500 colones fue, desde 1902 y hasta 1967, un billete de colón costarricense de valor alto, usado durante el siglo XX.
Se ve caracterizado, en su anverso por el retrato del músico Manuel María Gutiérrez Flores y en su reverso, por una imagen del Teatro Nacional de Costa Rica. Su color principal es el naranja.

## Anverso
El retrato del l músico Manuel María Gutiérrez Flores, en color naranja, a la izquierda, protagoniza el billete. Sería Gutiérrez quien compondría la música del Himno nacional de Costa Rica. A su derecha, al centro se lee la leyenda "QUINIENTOS COLONES", que describe la denominación del billete. 
En la parte inferior, del extremo derecho al centro, se lee la inscripción "BANCO CENTRAL DE COSTA RICA". 
En el extremo superior, se encuentra la fecha y ciudad de expedición. 
En las esquinas superior izquierda e inferior derecha se muestra de forma diagonalmente opuesta, el número "500" en fuente estilizada describe la denominación del billete. En sentido contrario a estas, se encuentra el número de serie en color rojo. 

## Reverso
Al centro, una imagen del Teatro Nacional de Costa Rica. 
En la parte superior izquierda se muestra la leyenda "QUINIENTOS COLONES".
En la parte inferior izquierda, hasta el extremo derecho se lee la leyenda "BANCO CENTRAL DE COSTA RICA".
En las esquinas derechas se lee, en fuente estilizada, el número "500" describe la denominación del billete.

## Historia
A través de la historia, han existido múltiples ediciones del billete de 500 colones, emitidas por diversos entes, con motivos y materiales diferentes.
Fue el segundo billete de mayor denominación de su familia y circuló hasta el 2000, cuándo fue remplazado por una moneda de misma denominación. Su reemplazo fue gradual, mediante el cese de emisión y el canje voluntario de este por las nuevas monedas. Este cambio fue provocado por la rápida devaluación que tuvo el colón.  
Historia de los diseños de billetes de quinientos colones
| |
| Anverso billete 20 colones, serie A, 1951, con el músico Manuel María Gutiérrez Flores como protagonista. |

|                                                                      |
| Reverso, con una imagen del Teatro Nacional de Costa Rica al centro. |

| |
| Anverso billete 1000 colones, serie B, 1979, con el músico Manuel María Gutiérrez Flores como protagonista. |

|                                                                      |
| Reverso, con una imagen del Teatro Nacional de Costa Rica al centro. |

| |
| Anverso billete 1000 colones, serie C, 1987, con el músico Manuel María Gutiérrez Flores como protagonista. |

|                                                                      |
| Reverso, con una imagen del Teatro Nacional de Costa Rica al centro. |

Ediciones conmemorativas

Existen 2 ediciones conmemorativas del billete de 5 colones. Estas, se caracterizan por un sello con la descripción de la conmemoración.
|                                                               |
| Edición alusiva al 150 aniversario de la independencia, 1971. |

|                                                                          |
| Edición alusiva al 50 aniversario del Banco Central de Costa Rica, 1999. |